# هواپیمای رخنه‌گر
رخنه‌گر یک بمب افکن دور برد طراحی شده برای نفوذ به مواضع دفاعی دشمن است. این اصطلاح بیشتر برای هواگرد هایی استفاده می‌شود که برای دوری کردن از رادار، در ارتفاع کم پرواز می‌کنند؛ این نوع بمب‌افکن ها همتای راهبردی کوتاه برد تر هواپیما های تاکتیکال با دیزاین بازدارنده، مثل TSR-2 و F-111 Aardvark می‌باشند. همچنین این نام شامل تمام هواپیما هایی که برای بقاء بر فراز حریم هوایی دشمن طراحی شده اند می‌شود. همچنین هواپیما هایی که برای اسکورت بمب‌افکن ها استفاده می‌شوند نوع دیگری از هواگرد های رخنه گر هستند.
اولین هواپیما با طراحی کلاسیک مخصوص رخنه، هواگرد Rockwell B-1 Lancer می‌باشد که باعث استفاده گسترده این اصطلاح شد. همچنین نسخه بزرگ تر این کلاس هواگرد ها توپولوف tu-160 می‌باشد. هواپیماهای دیگر مانند بوئینگ B-52 Stratofortress و برخی از نسخه های F-111 نیز به این منظور منطبق شدند. طرح‌های مدرن‌تر مانند Northrop Grumman B-2 Spirit را می‌توان از نظر فنی به عنوان رخنه‌گر طبقه‌بندی کرد، اما این اصطلاح عموماً برای این هواپیماها به کار نمی‌رود. ماموریت بمب افکن نسل بعدی به عنوان "نفوذ و ماندن" توصیف شده است.